# سامسونج جالكسي تاب 4 التعليم
سامسونج جالاكسي تاب 4 التعليم (بالإنجليزية: Samsung Galaxy Tab 4 Education)‏ هو حاسوب لوحي من إلكترونيات سامسونج ضمن سلسلة سامسونج جالكسي تاب يعمل بنظام أندرويد، تم طرحه في الأسواق في 16 مايو 2014.

## الخصائص
- نظام التشغيل: أندرويد
- الوزن: 490 غ (1.08 رطل)
- المعالج: 1.2 جيجا هرتز رباعي النواة
- الذاكرة: 1.5 جيجابايت
- التخزين: 64 جيجابايت